# Dwars door België 1990
De 45e editie van Dwars door België werd verreden op donderdag 22 maart 1990. De start en finish lagen in Waregem, de afstand bedroeg 200 km. 

## Wedstrijdverloop
176 renners gingen van start in Waregem. Op de Côte de les Hauts ontsnappen Museeuw, Capiot en De Keulenaer. Al vlot sloten een aantal anderen aan, Nationaal Kampioen Bomans, Planckaert, Nijdam, Maassen, Sergeant, Nulens en De Wilde. Bij de Eikenberg was de voorsprong 4'30", in de achtergrond kwam reactie van onder andere Van der Poel en Van Hooydonck, nabij de Kluisberg sloten deze groep aan. In de afdaling geeft Planckaert Van Hooydonck een beuk – om de vlucht van Nijdam te beschermen die probeerde weg te komen in de afdaling – en de laatste komt ten val. Het stokte wat en Bomans ontsnapte vlak bij de Oude Kwaremont. Dit duurde niet lang, de snelheid was hoog en uiteindelijk bleven er 16 renners voorop. Van Hooydonck demarreerde op Nokereberg en kreeg Van der Poel, Sergeant, Andersen, Räkers en Segers mee. Zowel Sergeant als Van Hooydonck deden nog een uitval, zonder succes. In de sprint leunden Van Hooydonck en Van der Poel tegen elkaar aan. Van Hooydonck bleek de snelste en won in deze editie van Dwars door België.

## Hellingen
De volgende hellingen moesten in de editie van 1991 beklommen worden:

## Uitslag
| Dwars door België 1990 |                     |       |          |
| Plaats                 | Naam                | Ploeg | Tijd     |
| Winnaar                | Edwig van Hooydonck |       | 4u57'00" |
| 2                      | Adrie van der Poel  |       | z.t.     |
| 3                      | Marc Sergeant       |       | z.t.     |
| 4                      | Stefan Räkers       |       | z.t.     |
| 5                      | Kim Andersen        |       | z.t.     |
| 6                      | Noël Segers         |       | z.t.     |
| 7                      | Carlo Bomans        |       | + 1' 10" |
| 8                      | Johan Museeuw       |       | z.t.     |
| 9                      | Frans Maassen       |       | z.t.     |
| 10                     | Dmitri Konysjev     |       | z.t.     |

1945 · 1946 · 1947 · 1948 · 1949 · 1950 · 1951 · 1952 · 1953 · 1954 · 1955 · 1956 · 1957 · 1958 · 1959 · 1960 · 1961 · 1962 · 1963 · 1964 · 1965 · 1966 · 1967 · 1968 · 1969 · 1970 · 1971 · 1972 · 1973 · 1974 · 1975 · 1976 · 1977 · 1978 · 1979 · 1980 · 1981 · 1982 · 1983 · 1984 · 1985 · 1986 · 1987 · 1988 · 1989 · 1990 · 1991 · 1992 · 1993 · 1994 · 1995 · 1996 · 1997 · 1998 · 1999 · 2000 · 2001 · 2002 · 2003 · 2004 · 2005 · 2006 · 2007 · 2008 · 2009 · 2010 · 2011 · 2012 · 2013 · 2014 · 2015 · 2016 · 2017 · 2018 · 2019 · 2020 · 2021 · 2022 · 2023 · 2024 · 2025

Lijst van beklimmingen